# Cotesfield
Cotesfield és una població dels Estats Units a l'estat de Nebraska. Segons el cens del 2000 tenia 66 habitants.

## Demografia
Segons el cens del 2000, Cotesfield tenia 66 habitants, 26 habitatges, i 19 famílies. La densitat de població era de 48,1 habitants per km².
Dels 26 habitatges en un 26,9% hi vivien nens de menys de 18 anys, en un 57,7% hi vivien parelles casades, en un 7,7% dones solteres, i en un 23,1% no eren unitats familiars. En el 23,1% dels habitatges hi vivien persones soles l'11,5% de les quals corresponia a persones de 65 anys o més que vivien soles. El nombre mitjà de persones vivint en cada habitatge era de 2,54 i el nombre mitjà de persones que vivien en cada família era de 2,8.
Per edats la població es repartia de la següent manera: un 24,2% tenia menys de 18 anys, un 7,6% entre 18 i 24, un 21,2% entre 25 i 44, un 28,8% de 45 a 60 i un 18,2% 65 anys o més.
L'edat mediana era de 42 anys. Per cada 100 dones de 18 o més anys hi havia 100 homes.
La renda mediana per habitatge era de 14.583 $ i la renda mediana per família de 19.375 $. Els homes tenien una renda mediana de 23.125 $ mentre que les dones 26.875 $. La renda per capita de la població era de 10.727 $. Aproximadament el 30,4% de les famílies i el 34,8% de la població estaven per davall del llindar de pobresa.

## Poblacions més properes
El següent diagrama mostra les poblacions més properes.